# Dálnice A9 (Itálie)
Dálnice A9 (italsky Autostrada A9) je jednou z dálnic v Itálii.
Začíná poblíž Milána ve městě Lainate a vede až ke švýcarské státní hranici, kde pokračuje jako švýcarská dálnice A2. Celá prochází regionem Lombardie a její délka je 32,4 km.
- – Milano-Varese
- – Origgio
- – Saronno
- – Turate
- – Lomazzo
- – Fino Mornasco
- – Barriera Como Grandate pedaggio
- – Como Sud
- – Como Monte Olimpino
- – Como Nord
- – Dogana di Brogeda – švýcarské státní hranice
- – San Gottardo